# La Chrysalide

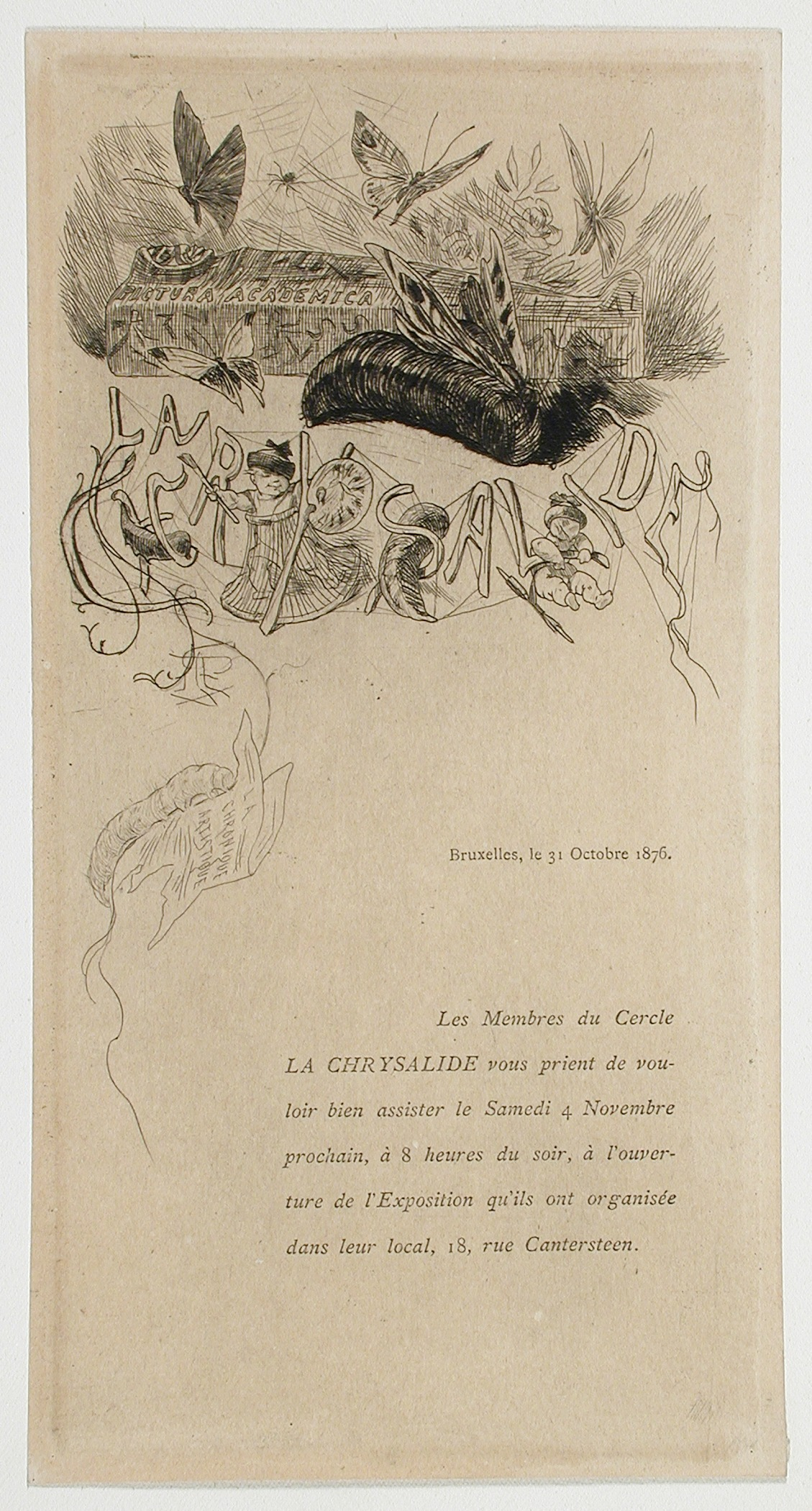
Félicien Rops, La Chrysalide, 1876 (Los Angeles County Museum of Art)

La Chrysalide was een Brusselse vereniging van eerder progressieve beeldende kunstenaars uit de late 19de eeuw.
De vereniging werd in 1875 gesticht door Eugène-Henri Dubois, Victor Fontaine, Célestin Gilleman, Théo Hannon, Auguste-Charles Navez, Périclès Pantazis, Auguste-Ernest Sembach, Henry Stacquet en Alfred Verhaeren.
Hoofddoel van de vereniging was het organiseren van tentoonstellingen met werk van leden. Dit gebeurde slechts vier keer en de eerste drie keer onder slechte omstandigheden in rokerige herbergzaaltjes. Achtereenvolgens in het café ‘Le Ballon’ aan het Cantersteen (november-december 1876), in het café ‘La Bouteille du Brabant’ eveneens aan het Cantersteen (maart 1877), in het café ‘Le Petit Louvain’ aan het Leuvense Plein (maart-april 1878) en –de laatste- in de Zaal Janssens, een “echte” tentoonstellingsruimte (mei-juni 1881).
Na de stichting in 1875 traden nog heel wat kunstenaars met min of meer progressief ideeëngoed toe, waaronder Henry Arden, Charles-Louis Bellis, Charles Dratz, E. Vander Meulen, Guillaume Vogels, James Ensor, Victor Uytterschaut, Maurice Hagemans, Willy Finch en Georges Wilson.
La Chrysalide bestond tot 1881 en viel toen uiteen. De groep kan met recht en reden als de voorloper van de groep Les XX worden beschouwd.
Ongeveer gelijktijdig waren nog twee andere kunstenaarskringen actief in Brussel, L'Union des Arts en L'Essor, maar die waren behoudsgezinder.

## Trivia
De uitnodiging voor de eerste tentoonstelling (1876) was ontworpen door Félicien Rops.